# دانشگاه علوم پزشکی آزاد اسلامی تهران
دانشگاه علوم پزشکی آزاد اسلامی تهران
یکی از واحدهای دانشگاه آزاد اسلامی در شهر تهران است که در آن رشته‌های علوم پزشکی و پیراپزشکی و علوم پایه ارائه می‌شود.

## تاریخچه
دانشگاه آزاد اسلامی واحد پزشکی تهران در ۲۷ خرداد ماه ۱۳۶۴ تأسیس گردید. دانشگاه فعالیت خود را با ریاست دکتر سید حسن یحیوی و راه‌اندازی چهار رشته تحصیلی: پزشکی در مقطع دکترای حرفه‌ای، پرستاری و مامایی و علوم آزمایشگاهی در مقطع کارشناسی و با جذب ۳۷۶ دانشجو آغاز کرد و در حال حاضر با بیش از ۴۵۰۰ دانشجو دارای ۴ دانشکده مصوب، ۲۳ رشته در مقاطع تحصیلی دکترای حرفه‌ای، کارشناسی ارشد، کارشناسی پیوسته، کارشناسی ناپیوسته و کاردانی می‌باشد.

## دانشکده‌ها
دانشگاه علوم پزشکی آزاد اسلامی تهران دارای دانشکده هایی به شرح زیر است:
- دانشکده پزشکی
- دانشکده علوم دارویی
- دانشکده دندانپزشکی
- دانشکده پرستاری و مامایی
- دانشکده پیراپزشکی
- دانشکده روانشناسی و مددکاری اجتماعی
- دانشکده علوم نوین پزشکی
- دانشکده شیمی دارویی
- دانشکده بهداشت و مهندسی پزشکی[۳]

## بیمارستان‌ها
دانشگاه آزاد علوم پزشکی تهران دارای ۴ بیمارستان جامع آموزشی عمومی، تخصصی و فوق تخصصی و ۱ کلینیک در پنج منطقه اصلی شهر تهران است:
- بیمارستان فرهیختگان
- بیمارستان جواهری
- بیمارستان بوعلی
- بیمارستان امیرالمومنین (ع)
- کلینیک قدس

## مراکز تحقیقاتی
1. مرکز تحقیقات روش‌های کم تهاجمی در زنان.
2. مرکز تحقیقات سیاست گذاری اقتصاد سلامت
3. مرکز تحقیقات زیست فناوری کاربردی.
4. مرکز تحقیقات فارماکولوژی گیاهی
5. مرکز تحقیقات عوامل اجتماعی مؤثر بر سلامت
6. مرکز تحقیقات پالایش آب
7. مرکز تحقیقات علوم اعصاب
8. مرکز تحقیقات سبک زندگی
9. مرکز تحقیقات ژنومیک پزشکی

## کتابخانه
دانشگاه علوم پزشکی آزاد تهران ۱ کتابخانه مرکزی و۴ کتابخانه دیگر در بیمارستانها و دانشکده خود دارد، که مجموعاً بیش از ۴۱هزار جلد کتاب مرجع و غیرمرجع فارسی و لاتین در آنها وجود دارد.

## هیئت علمیو فارغ التحصیلان
در این دانشگاه ۲۲۵ نفر عضو هیئت علمی تمام وقت رسمی همکاری دارند که نزدیک به ۸۰٪ آنان دارای مدرک دکترای تخصصی و فوق تخصصی با مرتبه علمی استاد، دانشیار و استادیار می‌باشند.
واحد پزشکی تهران تا شهریور ماه ۸۶، تعدادی حدود ۱۱هزار نفر فارغ‌التحصیل داشته‌است که از این تعداد ۳۷۰۰ نفر در مقطع کاردانی ٬تعدادی ۳۲۰ نفر در مقطع کارشناسی، تعداد ۳۷۰ نفر در مقطع کارشناسی ناپیوسته، تعداد ۲۰۰ نفر در مقطع کارشناسی ارشد و ۳۵۰۰ نفر در مقطع دکترای حرفه‌ای می‌باشند.

## فعالیت آموزشی و پژوهشی
دانشگاه آزاد واحد پزشکی تهران نه تنها در پیشبرد اهداف خود در زمینه آموزشی موفق عمل کرده‌است، بلکه در ایجاد زمینه تحقیق و پژوهش برای دانشجویان و اعضای هیئت علمی نیز امتیازات زیادی کسب کرده‌است.
ثبت اختراعات متعدد توسط هیئت علمی و دانشجویان، انتشار ده‌ها مقاله در مجلات علمی و معتبر داخلی و بین‌المللی ISI و تجهیز و راه‌اندازی کتابخانه اینترنتی که دسترسی به آخرین ژورنال‌ها و مجلات علوم پزشکی را میسر می‌سازد از جمله این اقدامات است.

## مساحت کل فضای عمرانی
واحد پزشکی تهران بالغ بر ۱۱۶ هزار مترمربع است که حدود ۶۵۰۰ مترمربع آن به مراکز رفاهی دانشجویان از جمله سالن ورزش به مساحت ۶۰۰ مترمربع، کتابخانه به مساحت ۸۰۰ مترمربع و فضای سبز اختصاص دارد.

## موقعیت منطقه شهری
دانشگاه دسترسی به ایستگاه مترو قلهک دارد 
دانشگاه پارکینگ برای دانشجویان ندارد
ا